# Евреинов, Борис Алексеевич
Борис Алексеевич Евреинов (21 ноября (3 декабря) 1888 — 29 октября 1933) — русский поэт, журналист, историк, педагог, политический и общественный деятель.

## Биография
Родился 21 ноября (3 декабря) 1888 года в деревне Борщень Курской губернии (ныне Большесолдатского района Курской области). Отец — юрист и сахарозаводчик, Суджанский уездный предводитель дворянства Алексей Владимирович (17.05.1852—15.12.1903) — был женат на Антонине (Нина) Васильевне Сабашниковой (1862—1945), издательнице «Северного вестника». Старший брат — Владимир Алексеевич  (1887–1967) — учёный-агроном, селекционер-помолог, профессор.
В 1907 году окончил 3-ю петербургскую классическую гимназию, в 1913 — историко-филологический факультет Императорского Санкт-Петербургского университета. Специализировался по русской истории в семинаре М. А. Полиевктова, по истории славян — у Н. В. Ястребова, по всеобщей истории — у Э. Д. Гримма и Д. В. Айналова.
Окончив курс университета, в 1911 году поступил вольнонаёмным в Лейб-гвардии кирасирский Её Величества полк; осенью 1912 года был произведён в прапорщики. После увольнения в запас, весной 1913 года в государственной испытательной комиссии при Санкт-Петербургском университете выдержал государственный экзамен и получил диплом 1-й степени, представив дипломное сочинение: «Преобразовательный план М. М. Сперанского 1809 года».
Избирался мировым судьёй Льговского судебного округа (1913—1917). С марта по август 1917 года — уездный комиссар Временного правительства в Курской губернии.
С июня 1918 по февраль 1919 года работал секретарём Учёного комитета Министерства исповеданий Украинской державы. Участник Гражданской войны. С весны 1919 года служил корнетом 17-го гусарского Черниговского полка Добровольческой армии. В феврале 1920 года получил тяжёлое ранение под Ростовом и в марте был эвакуирован с госпиталем на пароходе «Новгород» из Новороссийска в Салоники (Греция).
Жил в Югославии, в 1920—1923 годах — в Варшаве (Польша). Работал начальником канцелярии управления интернированных русских войск в Польше, председателем культурно-просветительной комиссии, управляющим делами антибольшевистского Русского политического комитета (Эмигрантского) под руководством Бориса Савинкова в Варшаве, управляющим делами и членом правления Русского попечительного комитета в Польше.
Один из создателей русской эмигрантской литературной группы «Таверна поэтов». На протяжении 1920-х годов вёл активную антибольшевистскую деятельность. Один из создателей конспиративной организации «Опус» («Организация по установлению связи», 1927), занимающейся переброской в СССР литературы эмигрантов-демократов и эмиссаров левых кадетов Милюкова и крестьянских демократов Маслова и Аргунова; с декабря 1927 по июнь 1929 года — член её Руководящего комитета (Руккома). 
С 1923 года жил в Праге. Был доцентом Русского юридического института (факультета) в Пражском университете, товарищем председателя Пражской республиканско-демократической группы, членом Русской учебной коллегии в Праге по 3-й категории (оставленных для подготовки к профессорскому званию). В 1927 году сдал магистерские экзамены на кафедре русской истории при Русской академической группе в Чехословакии, в 1928 г. — приват-доцент. Один из основателей образованного в 1925 году Русского исторического общества (РИО) в Праге и его секретарь.
С 1929 года — сотрудник Славянского института в Праге, секретарь Русской академической группы в Чехословакии, член Совета и учёной комиссии Русского заграничного исторического архива.
Участник Варшавской конференции историков Европы и славянского мира (1927), 5-го съезда Русских академических организаций в Софии (1930). Входил в Союз русских писателей и журналистов в Чехословакии. По инициативе Б. Евреинова в Праге в 1932 г. было создано Русское музыкальное общество. Он пел в церковном хоре собора св. Николая. Член коллегии хора им. А. Архангельского. Вместе с профессором И. И. Лапшиным в помещении «Русского Очага» устраивал музыкальные вечера, выступал с сольными  концертами. Пел в церковном хоре собора св. Николая.
Диктор чехословацкого радиовещания на СССР, соредактор профессора Я. Славика при подготовке русских передач (1933).
Участник альманаха «Шестеро» (Варшава, 1923), «Антологии русской поэзии в Польше» (Варшава, 1937); сотрудник журналов и газет Польши, Чехословакии, Германии, Франции («Вестник эмигранта», «Виленское утро», «Звено», «Живое слово», «Голос минувшего на чужой стороне», «Центральная Европа», «Последние новости», «Свобода», «За Свободу!», «Руль»). Входил в редакционный комитет по подготовке пражского сборника, посвященного 70-летнему юбилею П. Милюкова; составил библиографию печатных трудов Милюкова. Автор ряда статей и публикаций архивных документов о деятельности М. Бакунина, статей в изданиях «Записки РИО в Праге», «Научные труды Русского народного университета в Праге», «Записки Русского научного института в Белграде».
Скончался в Праге 29 октября 1933 года на 45-м году жизни от приступа острой печёночной недостаточности. Похоронен на Ольшанском кладбище.

## Семья
Жена: Наталья Сергеевна Евреинова (урождённая Жекулина) (21.07.1893, Курск — 1983, Брюссель). Их дети:
- Дмитрий (23.12.1914, Петроград — 28.03.1985, Тулуза), инженер, агроном. Масон.
- Алексей[3] (30.04.1919, Киев — 20.12.2010, Брюссель), инженер, специалист в области рекламы и выставочной деятельности, мемуарист.
- Наталья (в замужестве Ганш; 01.09.1913, с. Борщень Суджанского уезда Курской губ. — весна 2004, Брюссель).